# Lejeunea amplectens
Lejeunea amplectens là một loài Rêu trong họ Lejeuneaceae. Loài này được (Stephani) Stephani mô tả khoa học đầu tiên năm 1890.